# Marnie Schulenburg
Marnie Schulenburg (* 21. Mai 1984 auf Cape Cod, Massachusetts; † 17. Mai 2022 in Bloomfield, Essex County, New Jersey) war eine US-amerikanische Theater- und Filmschauspielerin.

## Leben
Marnie Schulenburg war deutscher Herkunft und hatte zwei Geschwister. Bis 2002 besuchte sie die Barnstable High School und machte 2006 ihren Bachelor im Fach Theater an der DeSales University. Sie wirkte in Bühnenstücken am Pennsylvania Shakespeare Festival, am Dramatists Guild of America und am The Flux Theatre Ensemble mit.
Von 2006 bis 2010 verkörperte Marnie Schulenburg die Rolle der Alison Stewart Snyder in 307 Episoden der Fernsehserie Jung und Leidenschaftlich – Wie das Leben so spielt. Weitere größere Serienrollen hatte sie 2013 in One Life to Live als Jo Sullivan, von 2014 bis 2017 in Tainted Dreams als Peyton Adams sowie 2022 in City on a Hill als Maggie Caysen.
Seit dem 15. September 2013 war Schulenburg mit dem Schauspieler Zack Robidas verheiratet. Die beiden haben ein gemeinsames Kind. Im Mai 2020 wurde bei Schulenburg Brustkrebs diagnostiziert. Sie erlag der Erkrankung am 17. Mai 2022 im Alter von 37 Jahren.

## Filmografie
- 2006–2010: Jung und Leidenschaftlich – Wie das Leben so spielt (As the World Turns, Fernsehserie, 307 Episoden)
- 2007: Schatten der Leidenschaft (The Young and the Restless, Fernsehserie, Episode 1x8585)
- 2008: Canterbury’s Law (Fernsehserie, Episode 1x03)
- 2009: Fringe – Grenzfälle des FBI (Fringe, Fernsehserie, Episode 1x16)
- 2009: Made for Each Other
- 2010: Army Wives (Fernsehserie, Episode 4x02)
- 2010–2016: Royal Pains (Fernsehserie, 3 Episoden)
- 2011–2012: Blue Bloods – Crime Scene New York (Blue Bloods, Fernsehserie, 2 Episoden)
- 2013: Penny Dreadful (Kurzfilm)
- 2013: Compulsive Love (Fernsehserie, Episode 1x05)
- 2013: The Golden Scallop
- 2013: One Life to Live (Fernsehserie, 9 Episoden)
- 2014: Alpha House (Fernsehserie, 2 Episoden)
- 2014: Don-o-mite (Kurzfilm)
- 2014: Manhattan Love Story (Fernsehserie, Episode 1x11)
- 2014–2017: Tainted Dreams (Fernsehserie, 12 Episoden)
- 2015: Dog People (Fernsehserie, Episode 2x04)
- 2017: Digital Friends (Kurzfilm)
- 2017: Elementary (Fernsehserie, Episode 5x21)
- 2019: The Good Fight (Fernsehserie, Episode 3x04)
- 2019: Divorce (Fernsehserie, Episode 3x06)
- 2020: Brown Bagger (Kurzfilm)
- 2022: City on a Hill (Fernsehserie, 6 Episoden)